# Glenpool
Glenpool – miasto w Stanach Zjednoczonych, w stanie Oklahoma, w hrabstwie Tulsa.